# I-4 (Bulgarije)
De I-4 is een nationale weg van de eerste klasse in Bulgarije. De weg loopt van Janiblatsa via Veliko Tarnovo naar Sjoemen. De I-4 is 262 kilometer lang.